# Acacia dolichocephala
Acacia dolichocephala är en ärtväxtart som beskrevs av Hermann August Theodor Harms. Acacia dolichocephala ingår i släktet akacior, och familjen ärtväxter. Inga underarter finns listade i Catalogue of Life.